# Pertain
Pertain korábbi község Franciaországban, Somme megyében. Lakosainak száma 383 fő (2018. január 1.). Pertain Curchy, Licourt, Marchélepot, Omiécourt és Potte községekkel határos.
2017. január 1-jén Hyencourt-le-Grand és Omiécourt korábbi községgel egyesült és az így létrejött Hypercourt új község része lett.

## Népesség
A település népességének változása:
| Lakosok száma | 390  | 388  | 745  | 390  | 383  |
|               | 2013 | 2015 | 2016 | 2017 | 2018 |